# Batwoman
Batwoman egy szuperhősnő a DC comics képregényeiben. Mindegyik reinkarnációjában egy gazdag nő, akit Batman ihletett, és denevérjelmezben harcol a bűnözés ellen, otthonában, Gotham Cityben. Batwoman kiléte két nő között oszlik meg, mindkettejük neve Katherine Kane. Az eredeti Batwomannek általában Kathy a beceneve, ám az újabb képregényekben csak Kate-nek nevezik.
Batwoman karakterét Bob Kane és Sheldon Moldoff találta ki, Edmond Hamilton-fal együtt, Jack Schiff irányítása alatt. Batwoman is egy Batmant támogató karakternek alkották meg. Első megjelenése 1956-ban, a Detective Comics #233 számában történt meg., melyben Batman szerelmeként volt bemutatva, azért, hogy csökkentség a Batman homoszexualitásával kapcsolatos vádakat. Később, mikor 1964-ben Julius Schwartz átvette a Batman-képregényeket eltávolította, az olyan karakterekkel együtt, mint Batgirl, Bat-mite és Bat-hound. Egy 1985-ös történet, a Végtelen Világok Krízise visszamenőleg átírta a Batman-történelmet: az új felállás szerint Batwoman sosem létezett.
Egy hosszú szünet után, 2006 júniusában tért vissza a szereplő, immáron Kathy Kane néven. A miniszériában Batman eltűnt és Gotham egy sokkal erőszakosabb és veszélyesebb hellyé vált. Kane itt szintén egy gazdag nő, akinek szintén van köze Bruce Wayne-hez, ámde itt nem őt, hanem a detektívnőt, Renee Montoyát szereti. A karaktert itt égő vörös hajjal és vörös csizmával ábrázolták, aki próbálja megvédeni szeretett városát. A karakter szexualitását azért változtatták meg, hogy nyitottabbá és toleránsabbá tegyék a DC világát - mondta Dan DiDio, a DC comics elnökhelyettese. Mint a legnépszerűbb leszbikus szuperhős, nagy elismerésnek és kritikai sikernek örvendett.
2014 decemberében a DC comics megszakította a Batwoman szériájukat.

## A szereplő története

### Kathy Kane (1956-1979, 2013-napjainkig)
Kathy Kane karaktere a képregényes ezüstkorban debütált. Ő volt az első olyan karakter, melyet kifejezetten a Batman családhoz alkottak. Mivel a család formula már a Superman franchise-nál is bevált, ezért Jack Schiff szerkesztő javasolta Bob Kane-nek, hogy használják ezt Batmannél is. Egy nőt választottak először, miután Fredric Wertham után rengeteg ember vádolta a kiadót, hogy Batman és az első Robin, Dick Grayson homoszexuális párt alkotnak. Így 1956 júniusában, a Detective Comics #233 számában megjelent a karakter. Az első füzetben Batwomant, mint Batman riválisaként mutatták be.

Ő szintén egy denevérjelmezes igazságosztó, akárcsak Batman, ám sokban különbözik is tőle. Például jellegzetes fegyverzete a sztereotip női eszközök, mint a rúzs, kozmetikai eszközök vagy éppen a karkötők. A hősnő gyakran feltűnt a hatvanas évekig, és bár az olvasók kedvelték a karaktert, Julius Schwartz, szerkesztő, úgy ítélte meg, hogy a karakter nem illik bele az eltervezett tervekbe, melyek szerint Batmant egy sötétebb, komolyabb karakterré tegyék. Ezért 1964-ben törölték a karaktert és egy új batwomant hoztak létre, most már Batgirl néven, akinek eredeti neve Barbara Gordon, James Gordon lánya. Batgirl népszerűsége még nagyobb volt, mint elődjének. Később a rajongók akaratát teljesítve 1979-ben visszahozták a Batman Family #10-ben, mint Batgirl vendége. Bárhogy is, még az évben, a Detectice comics #485 számában megölte őt a Bérgyilkosok ligája. Később Dennis O'Neil szerkesztő egy interjúban azt nyilatkozta:
"Már van egy Batgirlünk, minek kellene egy Batwoman?"
Kathy Kane féle Batwoman 2011-ben is feltűnt visszaemlékezésekben, hála Grant Morrison írónak. A képregényben nagyon úgy tűnik, hogy meghal, de 2013 kiderült, hogy életben maradt és bérgyilkosnak állt. Szintén feltűnt a Graysons (2014- ) című képregényekben.

### Kate Kane (2006-2014)
Mikor 2006-ban a DC comics újra akarta alkotni a karaktert, Alex Ross képregényrajzolót kérték fel a feladat elvégzésére, aki sokat merítettet Batgirl módosított jelmezéről. A jelmeze szinte teljesen fekete lett, a denevérjel viszont vörös, csak úgy, mint a köpeny egy része és csizmája. Maszkja olyan, mint Batmanné, ámde haja égő vörös és bőre hófehér, bár ez csak a jelmezéhez tartozik, civilben normális fehér a bőre.

Az új Batwomanban azonban nem a jelmez volt az igazi változtatás, hanem a szexualitása, ugyanis Kate Kane leszbikus. A szexualitásáról már akkor tudni lehetett, amikor bejelentették a karakter debütálását, 2006 tavaszában. Első feltűnése szintén 2006-ban történt, az 52 #7 számában, ahol romantikus kapcsolatba lépett Renee Montoyával, a nyomozóval. Dan Didio, a DC elnökhelyettese így nyilatkozott a döntéssel kapcsolatban: 
"Itt nemcsak arról van szó, hogy behozunk a sorozatba egy leszbikus szereplőt. Szeretnénk nyitottabbá és toleránsabbá tenni a DC Comics világát. Vannak erős és hősies afroamerikai, hispano (spanyol) és ázsiai karaktereink is. Szeretnénk minél multikulturálisabb világot felépíteni a DC-ben. Ez olvasóink igénye is"
A sorozat 8 évig futott, végül 2014-ben törölték.